# Stykkishólmur
Stykkishólmur è un comune islandese della regione di Vesturland.
Il villaggio di pescatori di Stykkishólmur sorge nella regione settentrionale della penisola di Snæfellsnes, nell'Islanda occidentale. Con i suoi circa 1 200 abitanti (chiamati Hólmari), la comunità svolge un ruolo importante nella sua regione per i servizi ed il commercio, e vive principalmente dei proventi delle attività turistiche e di pesca. Oltre al faro rosso, simbolo di Stykkishólmur, l’edificio più fotografato è una location del lungometraggio I sogni segreti di Walter Mitty, una casa tradizionale di colore giallo che nel film fungeva da bar.
La posizione favorevole della cittadina fu scoperta già in tempi antichi, e nel 1550 vi fu fondato un centro di scambio. Oggi, il principale datore di lavoro del posto dopo l'industria della pesca è il convento di suore cattoliche.
Il villaggio prende il nome dalla piccola isola di Stykkið ("il pezzo" in islandese), situata poco lontano dal porto. Il vicino monte Helgafell ospita i resti di Guðrun Osvifsdóttir, eroina delle saghe islandesi.

## Amministrazione

### Gemellaggi
- Kolding
- Lappeenranta
- Drammen
- Örebro